# Reinhold Schairer
Reinhold Schairer (* 26. Oktober 1887 in Pfeffingen/Württ.; † 10. Mai 1971 in Kopenhagen) war ein deutscher Verbandsfunktionär und Bildungsexperte. Er war langjähriger Geschäftsführer des Deutschen Studentenwerks in der Weimarer Republik. Nach 1945 war er unter anderem an der Gründung der Carl-Duisberg-Gesellschaft und der Stiftung Volkswagenwerk beteiligt.

## Leben und Wirken
Der Sohn eines Gefängnispfarrers studierte Rechtswissenschaften, Philosophie und Pädagogik in Tübingen, Berlin und Genf und wurde 1914 zum Dr. phil. promoviert. Während des Ersten Weltkrieges leitete er von 1915 bis 1920 die deutsche Kriegsgefangenenhilfsstelle in Kopenhagen. In dieser Zeit studierte er zum einen die Lehren Grundtvigs und das dänische Volksbildungswesen. Zum anderen knüpfte er enge Kontakte zum deutschen Gesandten und späteren Außenminister Ulrich von Brockdorff-Rantzau, der ihn 1919 als Mitglied der deutschen Delegation zu den Friedensverhandlungen in Versailles mitnahm. Ebenfalls in Dänemark lernte Schairer den Verleger Eugen Diederichs kennen.
Nach dem Krieg gehörte Schairer 1921 zu den Mitbegründern des Deutschen Studentenwerks (DSW), dessen Geschäftsführung er bis 1933 innehatte. Zahlreiche studentische Sozialeinrichtungen (Mensen, Wohnheime, Darlehenskassen etc.) gehen ebenso auf seine Initiative zurück wie die 1925 gegründete Studienstiftung des deutschen Volkes, die bis 1933 fast 23.000 jungen Menschen zu einer akademischen Ausbildung verhalf.
Seit 1928 war er zudem mit Hans Simons Geschäftsführer der Abraham-Lincoln-Stiftung, die sich für eine Stärkung der demokratischen Kräfte im deutschen Hochschulwesen einsetzte.
Nach dem Machtantritt der Nationalsozialisten wurde Schairer 1933 von allen seinen Funktionen enthoben und emigrierte ein Jahr später über Kopenhagen nach London, wo er als Dozent zunächst am Educational Department des King’s College und seit 1937 am Institute of Education der Universität London arbeitete und schließlich auch die britische Staatsbürgerschaft annahm. In dieser Zeit fungierte er als Verbindungsmann Carl Friedrich Goerdelers, der im Auftrag deutscher Widerstandskreise den Kontakt zur britischen Regierung suchte. Es gelang ihm Kontakt zum britischen Foreign Office herzustellen und fand dort in Frank Ashton-Gwatkin einen eifrigen Unterstützer.  Auch Robert Vansittart, zu dieser Zeit einflussreicher Permanent United States Under Secretary of State, konnte er als Förderer gewinnen.
1940 übersiedelte Schairer in die USA, wo er unter anderem als Gastprofessor an der New York University lehrte. Auch in den USA organisierte er, zusammen mit Gotthilf Bronisch, Treffen für Goerdeler mit hochrangigen amerikanischen Persönlichkeiten. Mit Geldmitteln der Rockefeller Foundation etabliert er die U.S. Committee for Educational Reconstruction. Außerdem war er im State Department an Planungen für eine europäische Nachkriegsordnung beteiligt und kehrte nach dem Ende des Zweiten Weltkrieges als Berater für Erziehungsfragen im Stab von General Lucius D. Clay und John McCloy nach Deutschland zurück. Von 1950 bis 1954 war Schairer Mitglied der deutschen Mission bei der Marshallplan-Verwaltung in Washington, D.C.
1956 kehrte er endgültig nach Deutschland zurück und übernahm hier die Leitung des Deutschen Instituts für Talentstudien in Köln. Das Institut propagierte Maßnahmen gegen den sich damals abzeichnenden Mangel an Ingenieuren und anderen technischen Fachkräften in Deutschland. Außerdem war Schairer maßgeblich an der Gründung der Carl-Duisberg-Gesellschaft und der Stiftung Volkswagenwerk beteiligt.